# Cát Lái
Cát Lái là một phường thuộc Thành phố Hồ Chí Minh, Việt Nam.
Hiện nay, phường là nơi đặt Bộ tư lệnh vùng biển II Hải quân, Lữ đoàn 125.

## Địa lý
Phường Cát Lái nằm ở phía nam thành phố Thủ Đức, có vị trí địa lý:
- Phía đông giáp tỉnh Đồng Nai
- Phía tây giáp phường Thạnh Mỹ Lợi
- Phía nam giáp phường Thạnh Mỹ Lợi và tỉnh Đồng Nai
- Phía bắc giáp các phường Bình Trưng Đông, Bình Trưng Tây và Phú Hữu.

Phường có diện tích 6,69 km², dân số năm 2021 là 18.156 người, mật độ dân số đạt 2.713 người/km².

## Lịch sử
Trước đây, phường Cát Lái thuộc Quận 2, Thành phố Hồ Chí Minh, được thành lập vào ngày 6 tháng 1 năm 1997 trên cơ sở 669 ha diện tích tự nhiên và 6.567 người của xã Thạnh Mỹ Lợi thuộc huyện Thủ Đức cũ.
Ngày 9 tháng 12 năm 2020, Ủy ban thường vụ Quốc hội ban hành Nghị quyết 1111/NQ-UBTVQH14 về việc thành lập thành phố Thủ Đức trên cơ sở sáp nhập toàn bộ diện tích và dân số của Quận 2, Quận 9 và quận Thủ Đức, phường Cát Lái thuộc thành phố Thủ Đức như hiện nay.